# Azzurra Brindisi
L'Azzurra Brindisi è stata una squadra di pallacanestro della città di Brindisi.

## Storia

### A.S.S.I. Brindisi 1964-1983
Viene costituita come polisportiva A.S.S.I. Brindisi (l'acronimo sta per Associazione Sportiva Socialisti Italiani) nell'ottobre 1964 da un gruppo di amici dello sport e del basket in particolare, vera passione dei brindisini, tra cui Vincenzo Guadalupi, Gianni Fragnelli, Doretto Guadalupi, Elio Colucci, Roberto Perugino ed altri ancora. La presidenza viene affidata all'on. Mario Marino Guadalupi, deputato socialista per sei legislature. L'esperienza nasce in decisa contrapposizione con la Libertas Brindisi, l'altra squadra cittadina di chiaro stampo democristiano e che milita nella serie A all'epoca il secondo livello del campionato nazionale di pallacanestro.

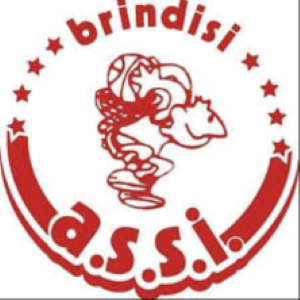

Il suo primo allenatore è Giuseppe Todisco (ex Libertas) e annovera nella sua rosa diversi ex giocatori della Libertas, quali Vonghia, Quarta, Migliaccio e Piliego. Già nel suo primo anno di vita sfiora la promozione in Serie C, perdendo lo spareggio contro l'Enel Bari. Promozione che comunque non sfuggì la stagione successiva 1965-66, battendo negli spareggi di Catanzaro la Viola Reggio Calabria.
Nella stagione 1967-68, vincendo gli spareggi di Roma contro la Scandone Avellino e la Virtus Ragusa viene promossa e partecipa per la prima volta alla serie B insieme alla Libertas Brindisi dove darà vita ad emozionanti e seguitissimi derby, concluderà la stagione 1968-69 all'ultimo posto e dopo un solo anno retrocederà in serie C.
Nella stagione 1970-71, vincendo lo spareggio promozione di Potenza contro la Juventus Caserta viene nuovamente promossa nelle serie superiore. Però anche la stagione 1971-72 vedrà ai nastri di partenza una squadra poco competitiva per la serie superiore: nei derby cittadini il primo sarà dominato dalla squadra allenata da Elio Pentassuglia, mentre nel ritorno sfiora la vittoria perdendo per un solo punto (63-62) a causa di due tiri liberi segnati nel finale da Piero Labate, brindisino doc, il quale dieci anni più tardi cambierà sponda cittadina e militerà proprio nell'ASSI Brindisi. La squadra concluderà la stagione all'ultimo posto ma verrà ripescata. Stesso destino nella stagione successiva 1972-73: squadra poco competitiva e ultimo posto con retrocessione dopo gli spareggi con le vincenti della serie inferiore. Seguono esperienze altalenanti e poco significative in Serie C, fino alla stagione 1981-82, quando l'ASSI Brindisi, chiude al comando la stagione regolare e batte le FF.AA Vigna di Valle ai playoff, conquistando così la promozione, l'ultima, in Serie B.
Dopo una stagione 1982-83 poco brillante la ventennale storia dell'ASSI Brindisi si interrompe; nell'ottobre del 1983 viene ceduta a Italo Piliego e diventa l'Azzurra Brindisi (i colori sociali passano dal bianco e rosso al bianco e blu). La vecchia A.S.S.I. Brindisi riprenderà dal basso il proprio cammino sportivo ripartendo dalla serie Promozione.

### Azzurra Brindisi
La prima stagione 1983-84 dell'Azzurra Brindisi sponsorizzata Parmalat è però molto deludente, si chiuderà con un ultimo posto e conseguente retrocessione in Serie C.
Nella stagione 1984-85, in Serie C, si assiste ad un altro nuovo derby ad un livello inferiore ma pur sempre emozionante, con la Buen Cafè di Di Bella, dove milita Claudio Malagoli, saranno protagoniste entrambe le squadre, ma sarà solo la Parmalat Brindisi ad essere promossa nuovamente in Serie B.
Nella stagione successiva 1985-86, sotto la guida di Lillino Ciracì, la Parmalat Brindisi chiude al comando il girone di andata, ma si spegne nel girone di ritorno riuscirà comunque, dopo uno spareggio, ad essere ammessa alla B Eccellenza che verrà alla luce con l'ennesima riforma dei campionati.
La stagione 1986-87 è la stagione dell'ennesimo derby, questa volta contro la Pallacanestro Brindisi targata IFIL e appena retrocessa dalla Serie A2. Sempre guidata da Lillino Ciracì, l'Azzurra Brindisi non farà un campionato all'altezza e concluderà penultima con una amara retrocessione in B2. 
Nella stagione 1987/88 con la retrocessione della Azzurra Brindisi in Serie B2 e la rinuncia alla partecipazione al campionato di Serie B d'Eccellenza da parte della Pallacanestro Brindisi, la pallacanestro brindisina dopo più di 30 anni di onorata presenza si ritrova senza nessuna rappresentante nei campionati maggiori e sprofonda in una crisi profonda da cui poi sarà difficile risollevarsi.

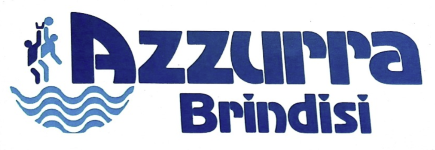

Un periodo buio caratterizzato da precarietà e frammentazioni, sono infatti presenti piccole realtà societarie ma nessuna squadra faro, una precarietà non solo economica ma anche dirigenziale. Il settore giovanile molto attivo nel periodo '60/'70 e inizi anni '80 grazie all'opera dei vari Pentassuglia, Primaverili, Cozzoli, Giuri, Ciracì, viene progressivamente a svilirsi, ma la pallacanestro brindisina poté sopravvivere negli anni di magra, grazie proprio a ciò che fu seminato nel passato, i migliori Francesco Fischetto, Alessandro Santoro, Giancarlo Giarletti giocheranno in A1 come i loro predecessori Roberto Cordella e Maurizio Solfrizzi, ma decine di altri ragazzi non dotati dello stesso talento ma pur sempre validi giocatori riusciranno a costruirsi una carriera nelle serie dilettanti.
Il pubblico diserta le esibizioni non troppo spettacolari delle squadre cittadine che sono costrette anche da vicende giudiziarie a lasciare il glorioso PalaPentassuglia per ritornare alla vecchia palestra Coni di Via Melfi o in angusti palloni tensostatici. Per concludere l'annus horribilis 1988 la pallacanestro brindisina perde in pochi mesi e in circostanze tragicamente identiche le due figure più carismatiche e importanti, Elio Pentassuglia l'8 giugno e Claudio Malagoli il 30 ottobre muoiono in un incidente stradale.

### A.S. Basket Brindisi
Negli anni '90 sarà dell'Azzurra Brindisi l'arduo compito di tenere alti i vessilli della pallacanestro brindisina, diventa infatti la squadra cittadina ad avere il diritto più antico. Nella stagione 1990-91 cambierà ragione sociale in Associazione Polisportiva Basket Brindisi e per la prima volta si mise in atto una specie di fusione con la Nuova Pallacanestro Brindisi che nel frattempo aveva ceduto titolo e sponsor alla Agricomm San Severo, infatti molti giocatori e dirigenti della defunta società passarono nella nuova. In questo primo anno iniziarono a muovere i primi passi giocatori che, sia pure ad un livello inferiore, diventeranno vere e proprie bandiere della pallacanestro brindisina di quegli anni: i gemelli del canestro Pippo Frascolla e Domenico Castellitto e il brindisino Giangiovanni Parisi.
Nella stagione 1992-93, dopo varie stagioni nel purgatorio della B/2, finalmente la promozione in Serie B d'Eccellenza della Mercatone Uno Basket Brindisi guidata da Lillo Primaverili, artefici della promozione oltre i già citati Frascolla, Castellitto e Parisi, Guglielmo Dordei e Simeone sotto i tabelloni e in cabina di regia oltre Parisi, il ritorno dell'esperto Roberto Cordella e Gigi Santini.

### Azzurra Promosport Brindisi
La stagione successiva 1993-94, vede il ritorno alla vecchia denominazione Azzurra e cioè Azzurra Promosport Brindisi, sempre con lo sponsor Mercatone Uno la neo-promossa guidata da Lillo Primaverili disputa un campionato apprezzabile chiuso a centro classifica.
La stagione 1994-95, vede il ritorno di Giuseppe Natali e Mauro Procaccini, di nuovo c'è il Coach Piero Cusenza che sostituisce Primaverili. La stagione si chiuderà con una salvezza un po' sofferta.
La stagione 1995-96 è una stagione nata sottotono, i soldi sono pochi e si tenta di mantenere il posto in B eccellenza, in quest'ottica la Mercatone Uno Brindisi viene affidata a Coach Rubino proveniente dalle giovanili. La squadra dopo una stagione regolare terminata all'ultimo posto, grazie ad una preparazione atletica superiore (preparatore Lucio Montanile), gioca al meglio la poule retrocessione ottenendo così la salvezza.
La stagione 1996-97 è una stagione sfortunata, senza sponsor la società è costretta a disfarsi dei suoi pezzi migliori, i gemelli Frascolla e Castellitto vengono ceduti rimane il solo Parisi, ma sarà uno sforzo inutile. L'Azzurra Brindisi penultima nella stagione regolare, nonostante qualche vittoria di orgoglio nella fase successiva arriva ultima e retrocede sul campo, per fortuna con grande sollievo ambientale ci sarà il ripescaggio.
Nella stagione 1997-98 l'Azzurra Brindisi ritrova lo sponsor la Winsol Energy Systems ma non nuove ambizioni bensì un roster di basso livello e tanta sofferenza. Dopo la solita deludente stagione regolare finita all'ultimo posto, la solita buona seconda fase giocata su ritmi più veloci e una salvezza strappata con i denti.
La stagione 1998-99, vede il rientro di Castellitto che si aggiunge ai soliti noti, una stagione regolare con qualche vittoria in più rispetto alle precedenti, un livello di gioco mediocre e nessun giovane in luce come ormai da qualche anno a questa parte. Ci sono i play out che vengono sfruttati dall'Azzurra Winsol per salvarsi al secondo turno contro l'Universo Latina.
La stagione 1999-00, targata Sicer parte sotto ottimi auspici, viene smantellata completamente la squadra dell'anno precedente e la nuova viene affidata a Coach Claudio Vandoni, le ambizioni sono tante ma ben presto si rileva il bluff dietro la nuova compagine societaria c'è il nulla, dopo un inizio promettente la squadra manca di continuità e alla fine per problemi economici perde i pezzi più importanti. Beffardamente arriverà nona prima esclusa dei playoff promozione ma riuscirà comunque a salvarsi ai playout.
Al termine della stagione 2000-01, l'Azzurra, dopo una difficile stagione, complice anche gli oneri della fallimentare gestione Sicer, cede il suo titolo sportivo di B2 alla Falchetti Caserta.

## Top Statistiche individuali campionato

### Marcatori
| Pos. | Naz.              | Nome                 | Punti | Pres. | Media |
| ---- | ----------------- | -------------------- | ----- | ----- | ----- |
| 1.   | Italia (bandiera) | Giuseppe Frascolla   | 3716  | 189   | 19,7  |
| 2.   | Italia (bandiera) | Domenico Castellitto | 3147  | 188   | 16,7  |
| 3.   | Italia (bandiera) | Giovanni Parisi      | 3068  | 278   | 11,0  |
| 4.   | Italia (bandiera) | Domenico Di Donna    | 2916  | 176   | 16,6  |
| 5.   | Italia (bandiera) | Nicola Ungaro        | 2809  | 237   | 11,9  |